# Episodi de L'eredità dei Guldenburg (terza stagione)
La terza stagione della serie televisiva L'eredità dei Guldenburg è stata trasmessa in anteprima in Germania dalla ZDF tra il 24 febbraio 1990 e il 19 maggio 1990.
| nº | Titolo originale            | Titolo italiano | Prima TV Germania | Prima TV Italia |
| -- | --------------------------- | --------------- | ----------------- | --------------- |
| 1  | Das falsche Testament       |                 | 24 febbraio 1990  |                 |
| 2  | Der schöne Fremde           |                 | 3 marzo 1990      |                 |
| 3  | Die große Versuchung        |                 | 10 marzo 1990     |                 |
| 4  | Die wahre Liebe             |                 | 17 marzo 1990     |                 |
| 5  | Die feindlichen Geschwister |                 | 24 marzo 1990     |                 |
| 6  | Die leere Wiege             |                 | 31 marzo 1990     |                 |
| 7  | Der rote Rubin              |                 | 7 aprile 1990     |                 |
| 8  | Das fremde Land             |                 | 14 aprile 1990    |                 |
| 9  | Der verlorene Sohn          |                 | 21 aprile 1990    |                 |
| 10 | Der letzte Strohhalm        |                 | 28 aprile 1990    |                 |
| 11 | Der bittere Sieg            |                 | 5 maggio 1990     |                 |
| 12 | Das verwunschene Schloß     |                 | 12 maggio 1990    |                 |
| 13 | Das letzte Kapitel          |                 | 19 maggio 1990    |                 |